# Losament
Als Losament, vom Französischen Logement (=Wohnung), wurde bis ins 18. Jahrhundert allgemein eine Wohnung genannt. Speziell im militärischen Bereich bezeichnete Losament eine einfache, meist provisorische Unterkunft aus Holz, Leinwand oder Flechtwerk. Losament war im 16. bis 18. Jahrhundert ein Begriff für nicht aus Stein erbaute Soldatenunterkünfte, die allerdings ortsfest errichtet wurden – im Gegensatz zu Zelten. Im studentischen Sprachgebrauch wird seit Beginn des 17. Jahrhunderts die einfache Studentenbude als Losament bezeichnet.